# Gregório de Matos

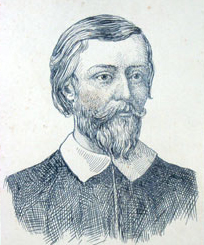
Retrato de Gregório de Matos.

Gregório de Matos e Guerra (Salvador, Brasil, 7 de abril de 1636-Recife, Brasil, 26 de noviembre de 1696) fue un famoso poeta barroco brasileño. Aunque escribió numerosos poemas líricos, religiosos y eróticos alcanzó mayor fama por sus poemas satíricos, ganándose el apodo de Boca do Inferno" (en portugués, boca del infierno).
El sillón número 16 de la Academia Brasileira de Letras lleva su nombre.

## Biografía
Gregório de Matos e Guerra nació en Salvador de Bahía, hijo de Gregório de Matos (un noble portugués) y Maria da Guerra. Cursó estudios en el colegio jesuita y viajó a Lisboa en 1652, ingresando en la Universidad de Coímbra, donde se gradúa en leyes en 1661. Allí traba amistad con el poeta Tomás Pinto Brandão (1664–1743) y se casa con D. Michaella de Andrade, y al cabo de dos años es designado en juiz de fora en Alcácer do Sal. En 1672, sirve de representante de la ciudad de Bahía ante la corte portuguesa.
En 1679 siendo viudo regresa a Brasil. Se casa por segunda vez en 1691 con Maria dos Povos, pero vive una vida un tanto bohemia. Un inconformista, critica a todos y todas las cosas: la iglesia, al gobierno y a todo tipo de personas, desde el rico y poderoso al más pobre, sin perdonar raza o profesión. Sus escritos irreverentes y satíricos finalmente lo metieron en problemas, y en 1694 Gregório fue exiliado a la Angola Portuguesa, donde se dice contrajo una enfermedad mortal. Al año siguiente logra regresar a Brasil ya muy enfermo, Pero se le prohíbe que ingrese en Bahia y que distribuya su poesía. En cambio se dirige a Recife, donde fallece en 1696. Según la tradición poco antes de su muerte, pide que dos sacerdotes católicos lo acompañen uno parado a cada lado de su lecho; y luego expresa "estoy muriendo entre dos ladrones, como Jesucristo en su crucifixión".

## Obras
Las obras de Gregório de Matos no se publicaron ni fueron difundidas sino hasta el siglo XIX. Ello se debió al contenido de sus sátiras. Durante su vida, su poesía solo estuvo disponible en diarios privados que pasaban de mano en mano y en códices.
La Academia Brasilera de Letras ha publicado una colección de sus poesías en seis volúmenes:
- Sacra (volumen 1, 1923)
- Lírica (volumen 2, 1923)
- Graciosa (volumen 3, 1930)
- Satírica (volúmenes 4-5, 1930)
- Última (volumen 6, 1933)

En 1969, en plena dictadura militar, sus poemas fueron denunciados por «subversivos» y arrojados a la hoguera.